# AdS/CFT 대응성 개론
말다세나 쌍대성 또는 게이지/중력 쌍대성 이라고도 하는 반 더 시터르/등각장 이론 대응성은 두 종류의 물리 이론 사이의 추측된 관계이다. 한쪽에는 양자 중력 이론에 사용되는 반 더 시터르 공간(AdS)이 있으며 끈 이론 또는 M이론으로 공식화된다. 대응의 다른 측면에는 기본 입자를 설명하는 양-밀스 이론과 유사한 이론을 포함하여 양자장론인 등각 장론(CFT)이 있다.
쌍대성은 끈 이론과 양자 중력에 대한 이해의 주요 발전을 나타낸다. 이는 특정 경계 조건을 가진 끈 이론의 비섭동적 공식화를 제공하고 홀로그램 원리 의가장 성공적인 구현이기 때문이다. 이는 원래 헤라르뒤스 엇호프트가 제안하고 레너드 서스킨드가 추진한 양자 중력의 아이디어이다.
또한 강하게 결합된 양자장론을 연구하기 위한 강력한 방식를 제공한다. 양자장론에서 쌍대성의 유용성은 쌍대성이 강-약 쌍대성이라는 사실에서 대부분 비롯된다. 양자장론의 장이 강하게 상호 작용할 때 중력 이론의 장은 약하게 상호 작용하므로 수학적으로 더 다루기 쉽다. 이 주제에서 다루는 끈 이론 문제를 보다 수학적으로 다루기 쉬운 문제로 변환함으로써 핵 및 응집 물질 물리학의 여러 측면을 연구하는 데 이 사실이 사용되었다.
AdS/CFT 대응은 1997년 후반에 후안 말다세나가 처음 제안했다. 대응성의 중요한 측면은 곧 스티븐 거브서, 이고르 클레바노프 및 알렉산드르 마르코비치 폴랴코프의 논문과 에드워드 위튼의 논문 두 개로 자세히 설명되었다. 2015년까지 말다세나의 논문은 10,000회 이상 인용되어 고에너지 물리학 분야에서가장 많이 인용된 논문이 되었으며 2020년에는 20,000회 이상 인용되었다.

## 배경이론

### 양자 중력과 끈
일반 상대성 이론은 현재 물리학에서 중력을 이해하는 표준적 방식이다. 1915년에 공식화된 일반 상대성 이론은 중력을 공간과 시간의 기하학 또는 시공간의 관점에서 설명한다. 이 이론은 양자역학적이지 않고 아이작 뉴턴과 제임스 클러크 맥스웰과 같은 물리학자들이 개발한 고전 물리학과 같이 고전적으로 공식화 되었다. 중력이 아닌 다른 힘들은 양자 역학의 틀에서 설명된다. 20세기 전반에 많은 물리학자들에 의해 개발된 양자역학은 확률을 기반으로 물리적 현상을 설명하는 근본적으로 다른 방법을 제공한다.
양자 중력은 양자 역학의 원리를 기반으로 중력을 설명하려는 물리학의 한 분야이며 현대 이론 물리학의 최대 도전 과제들 중 하나다. 양자 중력을 표방하는 이론들은 다수 존재 하나, 기본 입자를 0차원 점이 아니라 끈이라고 하는 1차원 다양체로 수학적 모델링하는 끈 이론이 현재 양자 중력에 대한 가장 인기 있는 접근 방식들 중 하나다. AdS/CFT 대응성에서는 일반적으로 끈 이론 또는 끈 이론의 현대적인 확장인 M이론에서 파생된 양자 중력 이론을 고려한다.
일상적으로 경험하는, 그리고 현재까지 과학적으로 널리 인정되는 시공간의 차원은 장소를 나타내는 3차원과 시간의 1차원으로 이뤄져 있다 그러나, 끈 이론과 M이론에서는, 이론의 수학적 일관성을 위해 4차원보다 더 높은 차원의 시공간을 필요로 한다. 끈 이론에서 가정하는 시공간은 10차원인 반면 M 이론에서는 11차원이다. 그러나 아직 과학적으로 검증된 바는 없다.  끈 및 M이론에서, 일반적으로 축소화로 알려진 과정을 통해 AdS/CFT 대응에 나타나는 양자 중력 이론을 얻는다. 이것은 시공간이 사실상 4차원 부분만 크고 나머지 추가 차원에 해당하는 시공간은 아주 작은 칼라비-야우 다양체로 "말려" 있다는 이론을 낳는다.

### 양자장론
시공간으로 뻗어나가는 전자기장과 같은 물리적 대상에 양자역학을 적용하는 것을 양자장론이라고 한다. 입자 물리학에서 양자장론은 기본 입자를 기본 장에서 들뜸으로 모델링 한다. 양자장론은 또한 준입자라고 하는 입자와 같은 물체를 모델링하기 위해 응집 물질 물리학 전반에 걸쳐 사용된다.
AdS/CFT 대응에서 양자 중력 이론에 추가하여 등각  장론이라고 하는 특정 종류의 양자장론을 고려한다. 이것은 특히 대칭적이고 수학적으로 잘 작동하는 유형의 양자장론이다. 이러한 이론은 종종 시공간을 통해 전파되는 끈에 의해 휩쓸려 나가는 세계면과 관련된 끈 이론의 맥락에서, 그리고 열역학적 임계점에서 물리 계를 모델링 하는 통계 역학에서 연구된다.

## 대응성 개요

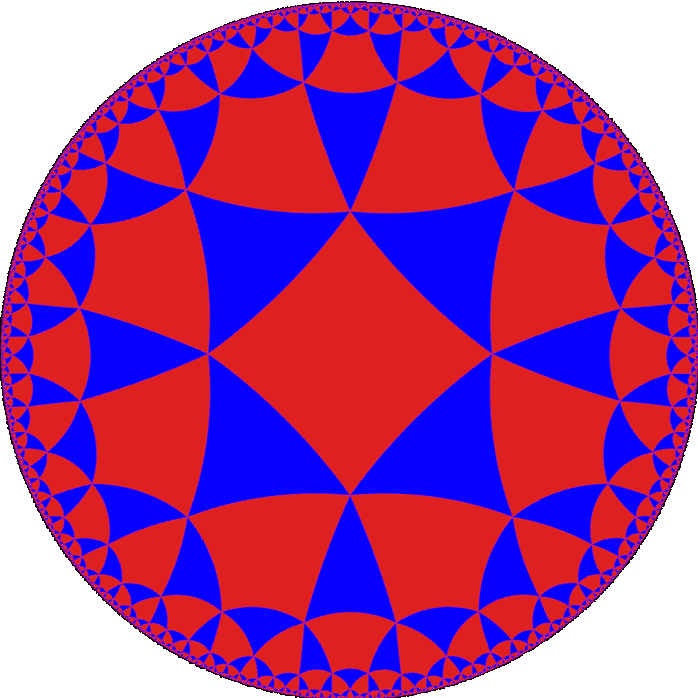
삼각형과 평행사변형에 의한 쌍곡면의 쪽매맞춤.

### 반 더 시터르 공간의 기하학
AdS/CFT 대응성에서는 반 더 시터르 배경에서 끈 이론 또는 M이론을 고려한다. 이것은 시공간의 기하학이 반 더 시터르 공간이라고 불리는 장 방정식의 어떤 진공 해의 관점에서 설명된다는 것을 의미한다.
아주 기초적인 용어로, 반 더 시터르 공간은 점 사이의 거리 개념(계량)이 일반 유클리드 기하학의 거리 개념과 다른 시공간의 수학적 모델이다. 이 기하학적 공간은 오른쪽 그림과 같이 원판에 유클리드적 기하학이 아닌 다른 기하학이 주어진 쌍곡공간과 밀접한 관련이 있다. 이 그림은 삼각형과 사각형으로 원판의 쪽매맞춤을 보여준다.
이제 각 원판이 주어진 시간에 우주의 상태를 나타내는 쌍곡 원판들이 차곡차곡 쌓여 있는 것을 상상해 보라. 이 기하학적 대상은 3차원 반 더 시터르 공간이다. 이 대상은 단면 이 쌍곡 원판인 단단한 원기둥처럼 보인다. 이 그림에서 시간은 세로 방향으로 흐른다. 이 원기둥의 표면은 AdS/CFT 대응에서 중요한 역할을 한다. 쌍곡면과 마찬가지로 반 더 시터르 공간은 내부의 어떤 점이 실제로 이 경계면에서 무한히 멀리 떨어져 있는 방식으로 구부러져 있다.

3차원 반 더 시터르 공간은 각 원판이 주어진 시간에 우주의 상태를 나타내는 쌍곡 원판을 쌓아 놓은 것과 같다. 그 결과 시공간은 단단한 원기둥처럼 보인다.

이 구성은 두 개의 공간과 한 개의 시간 차원만 있는 가상의 우주를 설명하지만 여러 차원으로 일반화 할 수 있다. 쌍곡선 공간은 2차원 이상을 가질 수 있으며 쌍곡 공간의 복사본을 "쌓아서" 고차원 반 더 시터르 공간을 얻을 수 있다.

### AdS/CFT의 아이디어
반 더 시터르 공간의 중요한 특징은 그 경계(3차원 반 더 시터르 공간의 경우 원통처럼 보임)의 특징이다. 이 경계는 국소적으로 임의의 지점 주변에서 비중력 물리학에서 사용되는 시공간 모델인 민코프스키 공간처럼 보인다는 특징이 있다.
따라서 반 더 시터르 공간의 경계에 의해 "시공간"이 주어진 보조 이론을 고려할 수 있다. 이 관찰은 반 더 시터르 공간의 경계가 등각 장론의 "시공간"으로 여겨 질 수 있음을 나타내는 AdS/CFT 대응의 출발점이다. 주장은 이 등각 장론이 한 이론의 계산을 다른 이론의 계산으로 번역하기 위한 "사전"이 있다는 점에서 벌크 반 더 시터르 공간에 대한 중력 이론과 동일하다는 것이다. 한 이론의 모든 물리적 대상에 대해, 다른 이론에서 대응되는 물리적 대상이 있다. 예를 들어, 중력 이론의 단일 입자는 경계 이론의 일부 입자 집합에 해당할 수 있다. 또한 두 이론의 예측은 정량적으로 동일하여 중력 이론에서 두 입자가 충돌할 확률이 40% 라면 경계 이론의 해당 집합도 충돌할 확률이 40%이다.

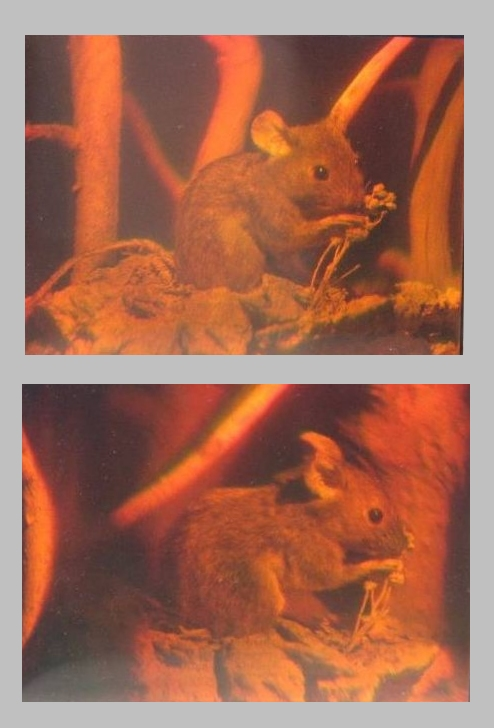
홀로그램은 그것이 나타내는 물체의 모든 3차원에 대한 정보를 저장하는 2차원 이미지이다. 여기에 있는 두 이미지는 서로 다른 각도에서 찍은 단일 홀로그램의 사진이다.

당연하게도, 반 더 시터르 공간의 경계는 반 더 시터르 공간 자체보다 작은 차원을 가진다. 예를 들어, 위에서 설명한 3차원 예에서 경계는 2차원 곡면이다. AdS/CFT 대응은 종종 "홀로그래픽 쌍대성"으로 설명되는데, 두 이론 사이의 이러한 관계가 3차원 물체와 그 물체의 홀로그램 이미지 사이의 관계와 비슷하기 때문이다. 홀로그램은 2차원이지만 홀로그램이 나타내는 개체의 3차원 전체에 대한 정보를 인코딩한다. 같은 방식으로, AdS/CFT 대응성에 의해 관련된 이론들은 차원의 수는 다르지만 정확히 동일하다고 추측된다. 등각 장론은 고차원 양자 중력 이론에 대한 정보를 포착하는 홀로그램과 같다.

### 대응성의 예
1997년 말다세나의 통찰력에 따라 이론가들은 AdS/CFT 대응성의 다양한 구현을 발견했다. 이들은 다양한 등각 장론을 다양한 차원 수의 끈 이론 및 M 이론의 축소화와 관련시킨다. 관련된 이론은 일반적으로 실제 세계의 모델이 아니지만 그 이론들은 양자장론 및 양자 중력의 문제를 해결하는 데 유용한 몇 가지 특징들을 가지고 있다.
AdS/CFT 대응의 가장 유명한 예는 곱 공간에 대한 유형 IIB 끈 이론에 대한 경우이다. {\displaystyle \mathrm {AdS} _{5}\times S^{5}} 4차원 경계에서 N = 4 초대칭 양-밀스 이론과 동일하다. 이 예에서 중력 이론이 존재하는 시공간은 사실상 5차원이다(따라서 {\displaystyle \mathrm {AdS} _{5}}로 표기). 그리고 5개의 추가적인 축소화된 차원이 있다({\displaystyle S^{5}}). 현실 세계에서 시공간은 적어도 거시적으로는 4차원이므로 이 대응 버전은 현실적인 중력 모델이 아니다. 마찬가지로 쌍대적 이론은 많은 양의 초대칭을 가정하기 때문에 실제 물리 계의 모델이 아니다. 그럼에도 불구하고 아래에서 설명하는 것처럼 이 경계 이론은 강력의 기본 이론인 양자 색역학과 몇 가지 공통점을 가지고 있다. 그것은 특정 페르미온과 함께 양자 색역학의 글루온과 유사한 입자를 설명한다. 그 결과 핵물리학, 특히 쿼크-글루온 플라스마 연구에 응용할 수 있게 되었다.
대응성의 또 다른 실현은 M이론이 {\displaystyle \mathrm {AdS} _{7}\times S^{4}} 6차원에서 소위 6차원 (2,0)-초등각 장론과 동일하다. 이 예에서 중력 이론의 시공간은 사실상 7차원이다. 쌍대성의 일면에 나타나는 (2,0)-이론의 존재는 초등각 장론의 분류로 예측된다. 그것은 고전적 한계가 없는 양자역학 이론이기 때문에 여전히 잘 이해되지 않고 있다. 이 이론을 연구하는 데 내재된 어려움에도 불구하고 물리적 및 수학적 다양한 이유로 흥미로운 대상으로 여겨진다.
대응에 대한 또 다른 실현은 M이론이 {\displaystyle \mathrm {AdS} _{4}\times S^{7}} 3차원에서 ABJM 초등각 장론과 동일하다는 이론이다. 여기서 중력 이론은 4개의 축소화되지 않은 차원을 가지고 있으므로 이 대응 버전은 중력에 대해 좀 더 현실적인 설명을 제공한다.

## 양자 중력에 대한 응용

### 끈이론의 비섭동적 형식화

양자 세계에서의 상호 작용: 점과 같은 입자의 세계선 또는 끈 이론에서 닫힌 끈에 의해 휩쓸린 세계면.

양자장론에서는 일반적으로 섭동 이론 기법을 사용하여 다양한 물리적 사건의 확률을 계산한다. 20세기 전반에 리처드 파인만과 다른 사람들이 개발한 섭동적 양자장론은 계산을 하기 위해 파인만 다이어그램이라는 특수한 다이어그램을 사용한다. 사람들은 이 다이어그램이 점과 같은 입자의 경로와 상호 작용을 묘사한다고 상상한다. 이 방식은 예측에 아주 유용하지만, 이러한 예측은, 이론이 상호 작용이 없는 이론에 가깝다고 안정적으로 설명할 수 있을 만큼 결합 상수가 충분히 작은 경우에만 가능하다.
끈 이론의 출발점은 양자장론의 점과 같은 입자를 끈이라는 1차원 물체로 모델링할 수도 있다는 생각이다. 끈의 상호 작용은 일반적인 양자장론에서 사용되는 섭동 이론을 일반화하여 가장 간단하게 정의된다. 파인만 다이어그램 수준에서 이것은 점 입자의 경로를 나타내는 1차원 다이어그램을 끈의 움직임을 나타내는 2차원 표면으로 대체하는 것을 의미한다. 양자장론과 달리 끈 이론은 아직 완전한 비섭동적 정의를가지고 있지 않기 때문에 물리학자들이 대답하고자 하는 많은 이론적 질문은 도달할 수 없는 상태로 남아 있다.
끈 이론의 비섭동 공식화를 개발하는 문제는 AdS/CFT 대응을 연구하는 원래 동기 중 하나였다. 위에서 설명한 바와 같이 대응은 반 더 시터르 공간에 대한 끈 이론과 동등한 양자장론의 몇 가지 예를 제공한다. 대안적으로 중력장이 점근적으로 반 더 시터르인 특수한 경우(즉, 중력장이 공간 무한대에서 반 더 시터르 공간과 유사할 때) 끈 이론의 정의 를 제공하는 것으로 이 대응을 볼 수 있다. 끈 이론에서 물리적으로 흥미로운 양은 쌍대 양자장론에서 양의 관점에서 정의된다.

### 블랙홀 정보 역설
1975년 스티븐 호킹은 블랙홀이 완전히 검지는 않지만 사건의 지평선 근처에서 양자 효과로 인해 희미한 복사를 방출한다는 계산을 발표했다. 처음에 호킹의 결과는 블랙홀이 정보를 파괴한다고 제안했다. 보다 자세하게는, 호킹의 계산은 물리 계가 슈뢰딩거 방정식에 따라 시간이 지남에 따라 진화한다는 양자 역학의 기본 가정들 중 하나와 충돌하는 것처럼 보였다. 이 성질은 일반적으로 시간 진화의 유니터리성이라고 한다. 호킹의 계산과 양자 역학의 유니타리성 가정 사이의 명백한 모순은 블랙홀 정보 역설로 알려지게 되었다.
AdS/CFT 대응은 블랙홀이, 어떤 맥락에서, 양자 역학과 일치하는 방식으로 어떻게 진화할 수 있는지 보여주기 때문에 블랙홀 정보 역설을 적어도 어느 정도 해결한다. 실제로 AdS/CFT 대응의 맥락에서 블랙홀을 고려할 수 있으며, 이러한 블랙홀은 반 더 시터르 공간의 경계에 있는 입자 구성에 해당한다. 이 입자들은 양자 역학의 일반적인 규칙을 따르고 특히 유니타리적으로 진화하므로 블랙홀도 양자 역학의 원리를 존중하면서 유니타리적으로 진화해야 한다. 2005년 호킹은 AdS/CFT 대응성에 의해 정보 보존이 되는 방향으로 역설이 해결되었다고 발표하고 블랙홀이 정보를 보존할 수 있는 구체적인 메커니즘을 제안했다.

## 양자장론에 대한 응용

### 핵 물리학
AdS/CFT 대응을 사용하여 연구된 물리 계들 중 하나는 입자가속기에서 생성된 특이한 물질 상태인 쿼크-글루온 플라즈마다. 이러한 물질 상태는 금이나 납 핵과 같은 무거운 이온이 높은 에너지에서 충돌할 때 짧은 순간 동안 발생한다. 이러한 충돌로 인해 원자핵을 구성하는 쿼크는 빅뱅 후 약 {\displaystyle 10^{-11}}초의 온도와 유사한 약 2조 켈빈에서 자유롭게 된다.
쿼크-글루온 플라즈마의 물리학은 양자 색역학으로 설명 되지만, 이 이론은 쿼크-글루온 플라즈마와 관련된 문제를 다루기 어렵다. 2005년에 게재된 논문에서 담 탄 손과 그의 동료들은 AdS/CFT 대응이 끈 이론적 설명을 통해 쿼크-글루온 플라즈마의 일부 측면을 이해하는 데 사용될 수 있음을 보여주었다. AdS/CFT 대응을 적용함으로써 손과 그의 동료들은 5차원 시공간의 블랙홀 측면에서 쿼크 글루온 플라스마를 설명할 수 있었다. 계산 결과 쿼크-글루온 플라즈마와 관련된 두 양의 비율, 전단 점도 {\displaystyle \eta } 엔트로피의 부피 밀도 {\displaystyle s}, 특정 보편 상수와 대략 같아야 한다:
{\displaystyle {\frac {\eta }{s}}\approx {\frac {\hbar }{4\pi k}}}
여기서 {\displaystyle \hbar }는 디랙 상수를 나타내며 {\displaystyle k}는 볼츠만 상수이다. 또한 저자는 이 보편 상수가  많은 종류의 계에서 {\displaystyle \eta /s}.에 대한 하계를 제공한다고 말한다. 2008년에 쿼크-글루온 플라즈마에 대한 이 비율의 예측값은 브룩헤븐 국립 연구소의 상대론적 중이온 가속기에서 확인되었다.
쿼크-글루온 플라즈마의 또 다른 중요한 특성은 플라즈마를 통해 이동하는 아주 높은 에너지의 쿼크가 멈추거나 몇 펨토미터만 이동한 후에 "급냉"된다는 것이다. 이 현상은 {\displaystyle {\widehat {q}}}로 특징지어진다. 이러한 쿼크의 에너지 손실을 플라즈마를 통해 이동한 거리의 제곱과 관련시키는 제트 담금질 매개변수라고 한다. AdS/CFT 대응에 기반하여 {\displaystyle {\widehat {q}}}값을 계산 할 수 있으며,  그 결과는 이 매개변수의 측정값과 거의 일치하며, AdS/CFT 대응이 이 현상을 더 깊이 이해하는 데 유용할 것임을 시사한다.

### 응집물질물리학

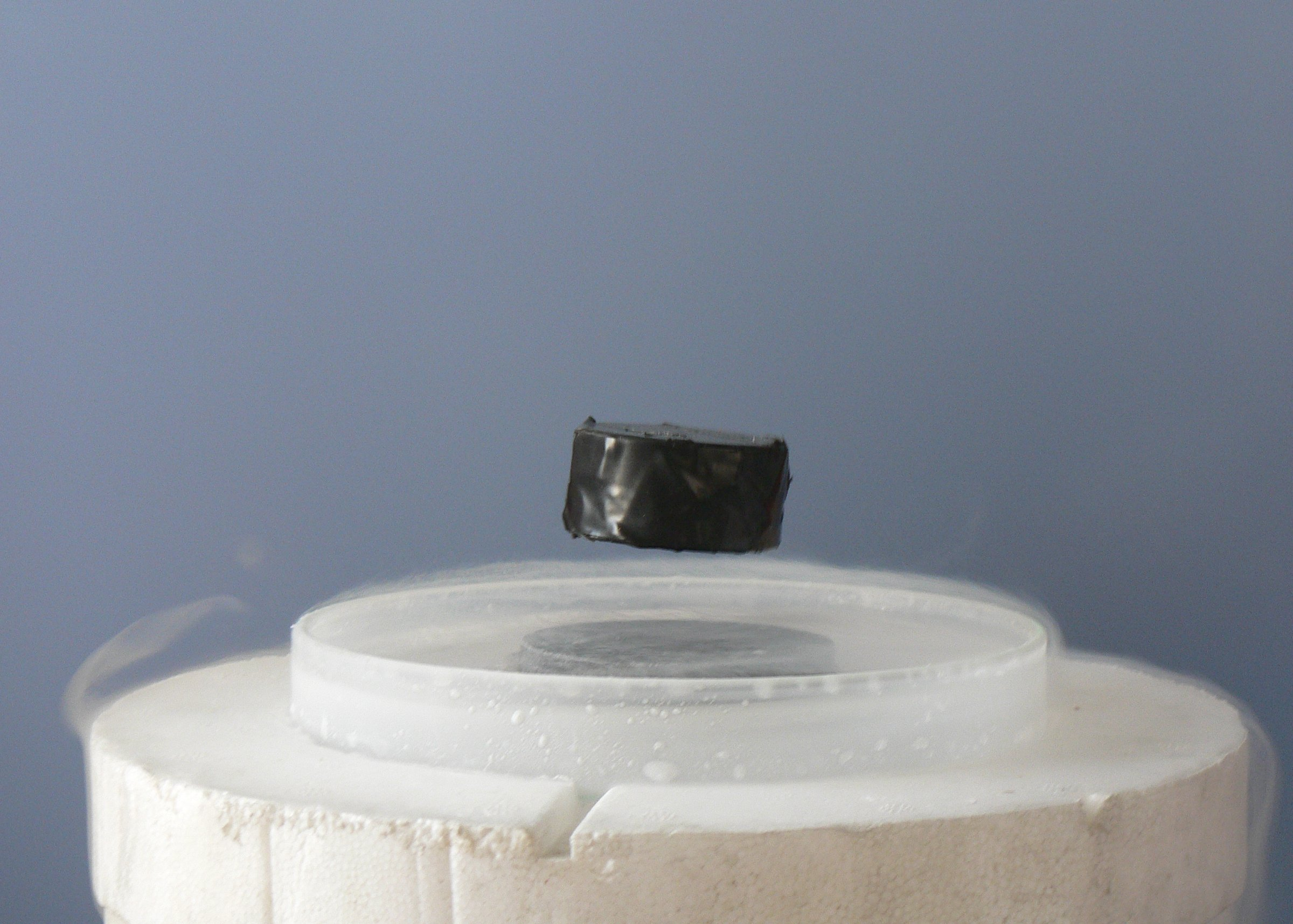
고온 초전도체 위를 떠다니는 자석. 오늘날 일부 물리학자들은 AdS/CFT 대응을 사용하여 고온 초전도성을 이해하기 위해 노력하고 있다.

수십 년 동안 실험적 응집 물질 물리학자들은 초전도체 및 초유체를 포함하여 여러가지 특이한 물질 상태들을 발견했다. 이러한 상태들은 양자장론으로 설명되지만 일부 현상은 표준 장 이론 기술을 사용하여 설명하기 어렵다. 수비르 사흐데브를 비롯한 일부 응집 물질 물리학자들은 AdS/CFT 대응성을 통해 끈 이론의 언어로 이러한 물리 계를 설명하고 해당 현상에 대해 자세히 알아볼 수 있기를 바란다.
지금까지 끈 이론 방법을 사용하여 초유체가 절연체로 전이하는 현상을 설명하는 데 어느 정도 성공했다. 초유체는 마찰 없이 흐르는 전기적으로 중성인 원자 계이다. 이러한 시스템은 종종 액체 헬륨을 사용하여 실험실에서 생산되지만 최근에는 실험물리학자들은 십자형 레이저 격자에 차가운 원자 수조 개를 부어서 인공 초유체를 만드는 새로운 방법을 개발했다. 이 원자는 처음에는 초유체처럼 행동하지만, 레이저의 강도를 높이면 덜 움직이게 되고 갑자기 절연 상태로 변한다. 이렇게 변하는 동안 원자는 비정상적인 방식으로 움직인다. 예를 들어, 원자는 온도와 양자 역학의 기본 상수인 플랑크 상수에 따라 달라지는 속도로 정지할 때까지 느려지는데, 이는 다른 상에 대한 설명에 포함되지 않는다. 이 행동은 최근 유체의 특성이 더 높은 차원의 블랙홀 측면에서 설명되는 쌍대적 설명을 고려하여 이해되었다.

### 비판
많은 물리학자들이 핵 및 응집 물질 물리학의 문제를 해결하기 위해 끈 기반 방식으로 연구방식을 바꿈에 따라 이 분야에서 일하는 일부 학자들은, AdS/CFT 대응이 실제 물리 계를 현실적으로 모델링하는 데 필요한 도구를 제공할 수 있는지에 대해 의구심을 표명했다. 2006년 Quark Matter 컨퍼런스에서 미국의 물리학자인 래리 맥러런은 AdS/CFT 대응에서 나타나는 N = 4 초 양-밀스 이론이 양자 색역학과 크게 다르기 때문에 이러한 방법을 핵물리학에 적용한다. 맥러런에 따르면,
{\displaystyle N=4} 초대칭 양-밀스는 QCD가 아니다... 이것은 질량 척도도 없고 등각 불변이다. 이것은 구속도 없고 진행 결합 상수도 없다. 이것은 초대칭이다. 이것은 카이랄 대칭 파괴나 질량 생성도 없다. 이것은 인접한 표현 에서 6개의 스칼라와 페르미온을 갖는다... 위의 문제들 중 일부 또는 전부를 수정하는 것이 가능할 수도 있고, 다양한 물리적 문제들에 대해서는 반대들 중 일부가 관련이 없을 수도 있다. {\displaystyle N=4} 초대칭 양 밀스의 결과가 QCD를 확실하게 반영하는 것을 보장하는 추측된 수정이나 현상들에 대해서는 아직 합의되거나 설득력 있는 논거가 없다.

Physics Today에 보낸 편지에서 노벨상 수상자 필립 워런 엔더슨은 응집 물질 물리학에 AdS/CFT 대응성을 적용하는 것에 대해 비슷한 우려를 표명했다.
머릿글자 CFT, 즉 등각장론을 AdS/CFT 접근법의 아주 일반적인 문제점으로 지적 할 수 있다. 응집물질의 문제들을 일반적으로 상대적이지도 등각적이지도 않다. 양자 임계점 근처에서 시간과 공간이 둘 다 스케일링 될 수 있지만, 그곳에서조차 선호되는 좌표계가 있으며, 그것은 보통 격자이다.  There is some evidence of other linear-T phases to the left of the strange metal about which they are welcome to speculate, but again in this case the condensed-matter problem is overdetermined by experimental facts.

## 역사와 발전

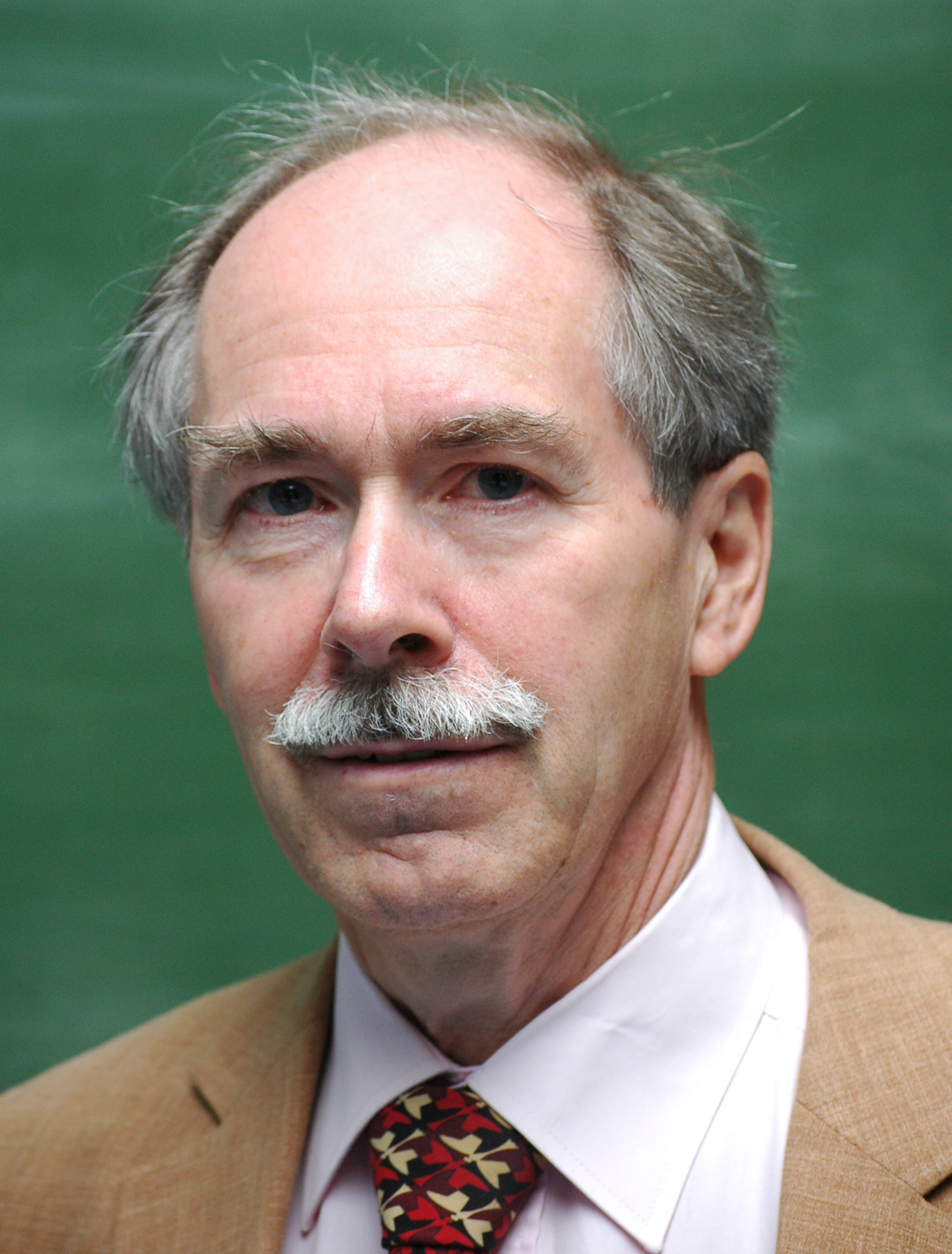
엇호프트는 1970년대에 끈이론과 핵물리학 사이의 유추를 연구함으로써 AdS/CFT 대응과 관련된 결과를 얻었다.

### 끈이론과 핵물리학
1997년 말에 이뤄진 AdS/CFT 대응성의 발견은 끈 이론을 핵물리학에 연관시키려는 오랜 노력의 정점이었다. 사실, 끈 이론은 원래 1960년대 말과 1970년대 초에 강력한 핵력에 의해 함께 유지되는 양성자와 중성자와 같은 아원자 입자인 강입자 이론으로 개발되었다. 아이디어는 이러한 각 입자를 끈의 다른 진동 모드로 볼 수 있다는 것이다. 1960년대 후반에 실험물리학자들은 강입자가 각운동량에 비례하는 제곱 에너지를 갖는 레게 궤적이라고 하는 계열에 속한다는 것을 발견했으며 이론물리학자들은 이 관계가 회전하는 상대론적 끈의 물리학에서 자연스럽게 나온다는 것을 보여주었다.
반면 강입자을 끈으로 모델링하려는 시도는 심각한 문제에 직면했다. 한 가지 문제는 끈 이론이 질량이 없는 스핀-2 입자를 포함하는 반면 강입자 물리학에서는 그러한 입자가 나타나지 않는다는 것이다. 그러한 입자는 중력을 매개한다. 1974년에 조엘 세르크와 존 헨리 슈워츠는 따라서 많은 이론가들이 생각했던 것처럼 끈 이론은 핵물리학 이론이 아니라 양자 중력 이론이라고 제안했다. 동시에 강입자가 실제로는 쿼크로 구성되어 있다는 사실을 깨달았고 끈 이론적 접근 방식을 포기했다.
양자 색역학에서 쿼크는 색전하라고 하는 세 가지 종류의 전하를 가지고 있다. 1974년 논문에서 헤라르뒤스 엇호프트는 색전하의 종류가, 표준모형에서처럼 세 가지가 아닌, 임의의 수 {\displaystyle N} 가지인 양자 색역학과 유사한 이론을 고려하여 다른 관점에서 끈 이론과 핵 물리학의 관계를 연구했다. 이 논문에서 엇호프트는 {\displaystyle N}이 무한대로 가는 극한을 고려했고, 이 극한에서 양자장론의 특정 계산은 끈 이론의 계산과 유사하다고 주장했다.

### 블랙홀과 홀로그래피

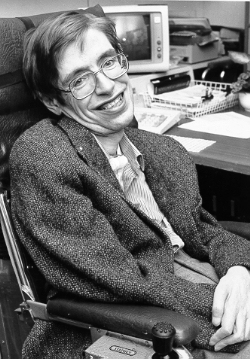
스티븐 호킹은 1975년에 블랙홀 이 양자 효과로 인해 복사를 방출한다고 예측했다.

1975년 스티븐 호킹은 블랙홀이 완전히 검지 않고 사건의 지평선 근처에서 양자 효과로 인해 희미한 복사를 방출한다는 계산을 발표했다. 이 작업은 블랙홀이 잘 정의된 엔트로피를 가지고 있다고 제안한 야코브 베켄슈타인의 이전 결과를 확장한 것이다. 처음에 호킹의 결과는 양자 역학의 주요 가정들 중 하나인 시간 진화의 유니타리성과 모순되는 것처럼 보였다. 직관적으로 유니타리성 가정은 양자 역학계가 한 상태에서 다른 상태로 진화할 때 정보를 보존 한다고 말한다. 그래서, 이 명백한 모순은 블랙홀 정보 역설로 알려지게 되었다.

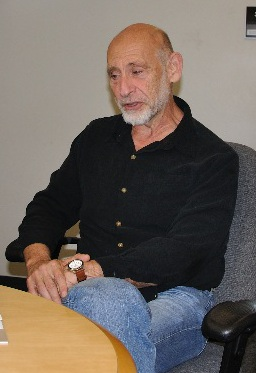
레너드 서스킨드는 양자 중력의 홀로그래피 아이디어에 초기에 기여했다.

나중에 1993년에 헤라르뒤스 엇호프트는 블랙홀을 둘러싼 시공간 영역의 총 자유도가 사건의 지평의 겉넓이에 비례한다는 결론을 내린 호킹의 블랙홀 열역학 연구를 재검토한 양자 중력에 관한 추측 논문을 썼다. 이 아이디어는 레너드 서스킨드에 의해 더욱 발전되었으며, 현재 홀로그래피 원리로 알려져 있다. 홀로그래피 원리와 AdS/CFT 대응을 통한 끈 이론에서 홀로그래피 원리의 구현은 호킹의 연구에서 제안한 블랙홀의 미스터리를 해명하는 데 도움이 되었으며, 블랙홀 정보 역설의 해법을 제공하는 것으로 여겨진다. 2004년에 호킹은 블랙홀이 양자역학의 원리들을 위반하지 않는다는 것을 인정하고 블랙홀이 정보를 보존할 수 있는 구체적인 메커니즘을 제안했다.

### 말다세나의 논문

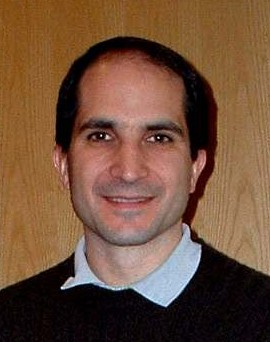
후안 말다세나는 1997년 후반에 처음으로 AdS/CFT 대응성을 제안했다.

1998년 1월 1일, 후안 말다세나는 AdS/CFT 연구를 시작한 획기적인 논문을 발표했다. 알렉산드르 마르코비치 폴랴코프에 따르면 "[말다세나의] 작업은 수문을 열었다." 이 추측은 즉시 끈 이론 학계에서 큰 관심을 불러일으켰고 스티븐 거브서, 이고르 클레바노프 및 폴리아코프의 논문 및 에드워드 위튼의 또 다른 논문에서 고려되었다. 이 논문들은 말다세나의 추측을 보다 정밀하게 만들었고 대응성에 등장하는 등각장 이론이 반 더 시터르 공간의 경계에 존재함을 보여주었다.
말다세나 제안의 한 특별한 경우는, 양자 색역학과 어떤 면에서 유사한 게이지 이론인, N = 4 초 양-밀스 이론이 5차원 반 더 시터르 공간에서 끈 이론과 동등하다고 말한다. 이 결과는 끈 이론과 양자 색역학 사이의 관계에 대한 엇호프트의 초기 작업을 명확히 하는 데 도움이 되었으며, 끈 이론의 뿌리를 핵 물리학 이론으로서의 뿌리로 되돌려 놓았다. 말다세나의 결과는 또한 양자 중력과 블랙홀 물리학에 중요한 의미를 지닌 홀로그래피 원리의 구체적인 실현을 제공했다. 2015년까지 말다세나의 논문은 10,000회 이상 인용되어 고에너지 물리학에서 가장 많이 인용되는 논문이 되었다. 이러한 후속 논문은 지금까지 엄격하게 입증되지는 않았지만 일치가 정확하다는 상당한 증거를 제공했다.

## 일반화

### 3차원 중력
4차원 우주에서 중력의 양자적 측면을 더 잘 이해하기 위해 일부 물리학자들은 시공간이 2개의 공간 차원과 1개의 시간 차원만 있는 저차원 시공간을 고려했다. 이 설정에서 중력장을 설명하는 이론은 수학적으로 크게 단순해지며, 양자장론의 친숙한 방법을 사용하여 양자 중력을 연구할 수 있으므로, 끈 이론이나 4차원 양자 중력에 대한 다른 급진적인 접근 방식이 필요하지 않다.
1986년 데이비드 브라운과 마크 헤노의 작업을 시작으로 물리학자들은 3차원 시공간의 양자 중력이 2차원 등각 장론과 밀접하게 관련되어 있음을 알아냈다. 1995년에 헤노와 그의 동료들은 이 관계를 더 자세히 조사하여, 반 더 시터르 공간의 3차원 중력이 리우빌 장 이론으로 알려진 등각 장론과 동일하다고 제안했다. 에드워드 위튼이 공식화한 또 다른 추측은 반 더 시터르 공간에서 3차원 중력이 괴물군 대칭을 갖는 등각 장론과 동일하다고 말한다. 이러한 추측은 끈 또는 M이론의 전체 장치를 필요로 하지 않는 AdS/CFT 대응의 예를 제공한다.

### dS/CFT 대응
현재 가속 팽창하고 있는 것으로 알려진 우리 우주와 달리, 반 더 시터르 공간은 팽창도 수축도 하지 않는다. 좀 더 전문적으로 말하면, 반 더 시터르 공간은 음의 우주 상수를 갖는 우주에 해당하는 반면, 실제 우주는 작은 양의 우주 상수를 갖는다고 한다.
짧은 거리에서 중력의 특성은 우주 상수의 값과 어느 정도 독립적이어야 하지만, 양의 우주 상수에 대한 AdS/CFT 대응 버전을 갖는 것이 바람직하다. 2001년에 앤드류 스트로민저는 dS/CFT 대응이라는 쌍대성을 도입했다. 이 쌍대성은 양의 우주 상수를 갖는 더 시터르 공간이라는 시공간 모델을 포함한다. 많은 우주론자들이 초기 우주가 더 시터르 공간에 가까웠다고 믿기 때문에 이 쌍대성은 우주론의 관점에서 흥미롭다. 우리 우주는 먼 미래의 더 시터르 우주와 닮을 수도 있다.

### Kerr/CFT 대응
AdS/CFT 대응은 블랙홀의 속성을 연구하는 데 종종 유용하지만 AdS/CFT 맥락에서 고려되는 대부분의 블랙홀은 물리적이지 않다. 위에서 설명한 것처럼 대부분의 AdS/CFT 대응 버전에는 비물리적 초대칭을 갖는 고차원 시공간 모델이 포함된다.
그러나, 2009년 모니카 귀카, 토바스 하트맨, 웨이 송, 앤드류 스트로민저는 AdS/CFT의 아이디어가 특정 천체물리학적 블랙홀을 이해하는 데 사용될 수 있음을 보여주었다. 더 정확하게는, 그들의 결과는 주어진 질량과 양립할 수 있는 가능한 가장 큰 각운동량을 가진 임계 커 블랙홀과 비슷한 블랙홀에 적용된다.그들은 그러한 블랙홀이 등각 장론의 관점에서 동등한 설명을 가지고 있음을 보여주었다. Kerr/CFT 대응은 나중에 각운동량이 더 낮은 블랙홀로 확장되었다.

### 더 높은 스핀 게이지 이론
AdS/CFT 대응은 2002년 이고르 클레바노프와 알렉산드르 마르코비치 폴랴코프가 추측한 또 다른 쌍대성과 밀접한 관련이 있다. 이 쌍대성은 반 더 시터르 공간에 대한 특정 "더 높은 스핀 게이지 이론"이 O(N) 대칭을 갖는 등각 장론과 동일하다고 말한다. 여기서 벌크 이론은 임의로 높은 스핀의 입자를 설명하는 일종의 게이지 이론이다. 이것은 진동하는 끈의 들뜸 모드가 더 높은 스핀을 가진 입자에 해당하는 끈 이론과 유사하며, 끈 이론 버전의 AdS/CFT를 더 잘 이해하고 대응성을 증명 하는 데 도움이 될 수 있다. 2010년에 시몬느 기옴비와 Xi Yin은 세 점 함수를 계산하여 이 쌍대성에 대한 추가적 증거를 얻었다.

## 같이 보기
- 대수적 홀로그래피
- 랜달-선드럼 모델

## 참고 문헌
- Aharony, Ofer; Bergman, Oren; Jafferis, Daniel Louis; Maldacena, Juan (2008). “N = 6 superconformal Chern-Simons-matter theories, M2-branes and their gravity duals”. 《Journal of High Energy Physics》 2008 (10): 091. arXiv:0806.1218. Bibcode:2008JHEP...10..091A. doi:10.1088/1126-6708/2008/10/091. S2CID 16987793.
- Aharony, Ofer; Gubser, Steven; Maldacena, Juan; Ooguri, Hirosi; Oz, Yaron (2000). “Large N Field Theories, String Theory and Gravity”. 《Phys. Rep.》 323 (3–4): 183–386. arXiv:hep-th/9905111. Bibcode:1999PhR...323..183A. doi:10.1016/S0370-1573(99)00083-6. S2CID 119101855.
- Alday, Luis; Gaiotto, Davide; Tachikawa, Yuji (2010). “Liouville correlation functions from four-dimensional gauge theories”. 《Letters in Mathematical Physics》 91 (2): 167–197. arXiv:0906.3219. Bibcode:2010LMaPh..91..167A. doi:10.1007/s11005-010-0369-5. S2CID 15459761.
- Anderson, Philip (2013). “Strange connections to strange metals”. 《Physics Today》 66 (4): 9. Bibcode:2013PhT....66d...9A. doi:10.1063/PT.3.1929.
- Bekenstein, Jacob (1973). “Black holes and entropy”. 《Physical Review D》 7 (8): 2333–2346. Bibcode:1973PhRvD...7.2333B. doi:10.1103/PhysRevD.7.2333.
- Biquard, Olivier (2005). 《AdS/CFT Correspondence: Einstein Metrics and Their Conformal Boundaries》. European Mathematical Society. ISBN 978-3-03719-013-5.
- Brown, J. David; Henneaux, Marc (1986). “Central charges in the canonical realization of asymptotic symmetries: an example from three dimensional gravity”. 《Communications in Mathematical Physics》 104 (2): 207–226. Bibcode:1986CMaPh.104..207B. doi:10.1007/BF01211590. S2CID 55421933.
- Carlip, Steven (2003). 《Quantum Gravity in 2+1 Dimensions》. Cambridge Monographs on Mathematical Physics. ISBN 978-0-521-54588-4.
- Castro, Alejandra; Maloney, Alexander; Strominger, Andrew (2010). “Hidden conformal symmetry of the Kerr black hole”. 《Physical Review D》 82 (2): 024008. arXiv:1004.0996. Bibcode:2010PhRvD..82b4008C. doi:10.1103/PhysRevD.82.024008. S2CID 118600898.
- Coussaert, Oliver; Henneaux, Marc; van Driel, Peter (1995). “The asymptotic dynamics of three-dimensional Einstein gravity with a negative cosmological constant”. 《Classical and Quantum Gravity》 12 (12): 2961–2966. arXiv:gr-qc/9506019. Bibcode:1995CQGra..12.2961C. doi:10.1088/0264-9381/12/12/012. S2CID 14161636.
- Cowen, Ron (2013). “Simulations back up theory that Universe is a hologram”. 《Nature News & Comment》. doi:10.1038/nature.2013.14328. S2CID 124928147. 2013년 12월 21일에 확인함.
- de Haro, Sebastian; Dieks, Dennis; 't Hooft, Gerard; Verlinde, Erik (2013). “Forty Years of String Theory Reflecting on the Foundations”. 《Foundations of Physics》 43 (1): 1–7. Bibcode:2013FoPh...43....1D. doi:10.1007/s10701-012-9691-3.
- Deligne, Pierre; Etingof, Pavel; Freed, Daniel; Jeffery, Lisa; Kazhdan, David; Morgan, John; Morrison, David; Witten, Edward, 편집. (1999). 《Quantum Fields and Strings: A Course for Mathematicians》. American Mathematical Society. ISBN 978-0-8218-2014-8.
- Fefferman, Charles; Graham, Robin (1985). “Conformal invariants”. 《Astérisque》: 95–116.
- Fefferman, Charles; Graham, Robin (2011). 《The Ambient Metric》. Princeton University Press. ISBN 978-1-4008-4058-8.
- Giombi, Simone; Yin, Xi (2010). “Higher spin gauge theory and holography: the three-point functions”. 《Journal of High Energy Physics》 2010 (9): 1–80. arXiv:0912.3462. Bibcode:2010JHEP...09..115G. doi:10.1007/JHEP09(2010)115. S2CID 119117545.
- Greene, Brian (2000). 《The Elegant Universe: Superstrings, Hidden Dimensions, and the Quest for the Ultimate Theory》. Random House. ISBN 978-0-9650888-0-0.
- Griffiths, David (2004). 《Introduction to Quantum Mechanics》. Pearson Prentice Hall. ISBN 978-0-13-111892-8.
- Gubser, Steven; Klebanov, Igor; Polyakov, Alexander (1998). “Gauge theory correlators from non-critical string theory”. 《Physics Letters B》 428 (1–2): 105–114. arXiv:hep-th/9802109. Bibcode:1998PhLB..428..105G. doi:10.1016/S0370-2693(98)00377-3. S2CID 15693064.
- Guica, Monica; Hartman, Thomas; Song, Wei; Strominger, Andrew (2009). “The Kerr/CFT Correspondence”. 《Physical Review D》 80 (12): 124008. arXiv:0809.4266. Bibcode:2009PhRvD..80l4008G. doi:10.1103/PhysRevD.80.124008. S2CID 15010088.
- Hawking, Stephen (1975). “Particle creation by black holes”. 《Communications in Mathematical Physics》 43 (3): 199–220. Bibcode:1975CMaPh..43..199H. doi:10.1007/BF02345020. S2CID 55539246.
- Hawking, Stephen (2005). “Information loss in black holes”. 《Physical Review D》 72 (8): 084013. arXiv:hep-th/0507171. Bibcode:2005PhRvD..72h4013H. doi:10.1103/PhysRevD.72.084013. S2CID 118893360.
- Klebanov, Igor; Maldacena, Juan (2009). “Solving Quantum Field Theories via Curved Spacetimes”. 《Physics Today》 62 (1): 28–33. Bibcode:2009PhT....62a..28K. doi:10.1063/1.3074260.
- Klebanov, Igor; Polyakov, Alexander (2002). “The AdS dual of the critical O(N) vector model”. 《Physics Letters B》 550 (3–4): 213–219. arXiv:hep-th/0210114. Bibcode:2002PhLB..550..213K. doi:10.1016/S0370-2693(02)02980-5. S2CID 14628213.
- Kovtun, P. K.; Son, Dam T.; Starinets, A. O. (2005). “Viscosity in strongly interacting quantum field theories from black hole physics”. 《Physical Review Letters》 94 (11): 111601. arXiv:hep-th/0405231. Bibcode:2005PhRvL..94k1601K. doi:10.1103/PhysRevLett.94.111601. PMID 15903845. S2CID 119476733.
- Luzum, Matthew; Romatschke, Paul (2008). “Conformal relativistic viscous hydrodynamics: Applications to RHIC results at {\displaystyle {\sqrt {s_{NN}}}=200} GeV”. 《Physical Review C》 78 (3): 034915. arXiv:0804.4015. Bibcode:2008PhRvC..78c4915L. doi:10.1103/PhysRevC.78.034915.
- Maldacena, Juan (1998). “The Large N limit of superconformal field theories and supergravity”. 《Advances in Theoretical and Mathematical Physics》 2 (4): 231–252. arXiv:hep-th/9711200. Bibcode:1998AdTMP...2..231M. doi:10.4310/ATMP.1998.V2.N2.A1.
- Maldacena, Juan (2005). “The Illusion of Gravity” (PDF). 《Scientific American》 293 (5): 56–63. Bibcode:2005SciAm.293e..56M. doi:10.1038/scientificamerican1105-56. PMID 16318027. 2013년 11월 10일에 원본 문서 (PDF)에서 보존된 문서.
- McLerran, Larry (2007). “Theory Summary : Quark Matter 2006”. 《Journal of Physics G: Nuclear and Particle Physics》 34 (8): S583–S592. arXiv:hep-ph/0702004. Bibcode:2007JPhG...34S.583M. doi:10.1088/0954-3899/34/8/S50. S2CID 16238211.
- Merali, Zeeya (2011). “Collaborative physics: string theory finds a bench mate”. 《Nature》 478 (7369): 302–304. Bibcode:2011Natur.478..302M. doi:10.1038/478302a. PMID 22012369.
- Moore, Gregory (2012). “Lecture Notes for Felix Klein Lectures” (PDF). 2013년 8월 14일에 확인함.
- Perlmutter, Saul (2003). “Supernovae, dark energy, and the accelerating universe”. 《Physics Today》 56 (4): 53–62. Bibcode:2003PhT....56d..53P. CiteSeerX 10.1.1.77.7990. doi:10.1063/1.1580050.
- Peskin, Michael; Schroeder, Daniel (1995). 《An Introduction to Quantum Field Theory》. Westview Press. ISBN 978-0-201-50397-5.
- Polyakov, Alexander (2008). “From Quarks to Strings”. arXiv:0812.0183 [hep-th].
- Rangamani, Mukund (2009). “Gravity and Hydrodynamics: Lectures on the fluid-gravity correspondence”. 《Classical and Quantum Gravity》 26 (22): 4003. arXiv:0905.4352. Bibcode:2009CQGra..26v4003R. doi:10.1088/0264-9381/26/22/224003. S2CID 1517118.
- Sachdev, Subir (2013). “Strange and stringy”. 《Scientific American》 308 (44): 44–51. Bibcode:2012SciAm.308a..44S. doi:10.1038/scientificamerican0113-44. PMID 23342451.
- Scherk, Joel; Schwarz, John (1974). “Dual models for non-hadrons”. 《Nuclear Physics B》 81 (1): 118–144. Bibcode:1974NuPhB..81..118S. doi:10.1016/0550-3213(74)90010-8.
- Strominger, Andrew (2001). “The dS/CFT correspondence”. 《Journal of High Energy Physics》 2001 (10): 034. arXiv:hep-th/0106113. Bibcode:2001JHEP...10..034S. doi:10.1088/1126-6708/2001/10/034. S2CID 17490361.
- Susskind, Leonard (1995). “The World as a Hologram”. 《Journal of Mathematical Physics》 36 (11): 6377–6396. arXiv:hep-th/9409089. Bibcode:1995JMP....36.6377S. doi:10.1063/1.531249. S2CID 17316840.
- Susskind, Leonard (2008). 《The Black Hole War: My Battle with Stephen Hawking to Make the World Safe for Quantum Mechanics》. Little, Brown and Company. ISBN 978-0-316-01641-4.
- 't Hooft, Gerard (1974). “A planar diagram theory for strong interactions”. 《Nuclear Physics B》 72 (3): 461–473. Bibcode:1974NuPhB..72..461T. doi:10.1016/0550-3213(74)90154-0.
- 't Hooft, Gerard (1993). “Dimensional Reduction in Quantum Gravity”. arXiv:gr-qc/9310026.
- Wald, Robert (1984). 《General Relativity》. University of Chicago Press. ISBN 978-0-226-87033-5.
- Witten, Edward (1988). “2+1 dimensional gravity as an exactly soluble system”. 《Nuclear Physics B》 311 (1): 46–78. Bibcode:1988NuPhB.311...46W. doi:10.1016/0550-3213(88)90143-5. hdl:10338.dmlcz/143077.
- Witten, Edward (1998). “Anti-de Sitter space and holography”. 《Advances in Theoretical and Mathematical Physics》 2 (2): 253–291. arXiv:hep-th/9802150. Bibcode:1998AdTMP...2..253W. doi:10.4310/ATMP.1998.v2.n2.a2. S2CID 10882387.
- Witten, Edward (2007). “Three-dimensional gravity revisited”. arXiv:0706.3359 [hep-th].
- Zee, Anthony (2010). 《Quantum Field Theory in a Nutshell》 2판. Princeton University Press. ISBN 978-0-691-14034-6.
- Zwiebach, Barton (2009). 《A First Course in String Theory》. Cambridge University Press. ISBN 978-0-521-88032-9.